# Liste de personnalités liées à Wissembourg
 (septembre 2023).
Si vous disposez d'ouvrages ou d'articles de référence ou si vous connaissez des sites web de qualité traitant du thème abordé ici, merci de compléter l'article en donnant les références utiles à sa vérifiabilité et en les liant à la section « Notes et références ».
La liste de personnalités liées à Wissembourg recense les personnalités ayant un lien avec la commune de Wissembourg située dans la Collectivité européenne d’Alsace, en France.

## Personnalités au Moyen Âge
- Otfried de Wissembourg (vers 790 - vers 870), poète et moine de l’abbaye de Wissembourg, dont il dirige l’école monastique ;
- Jost Ludwig Dietz (vers 1485-1545), diplomate et conseiller du roi Sigismond Ier de Pologne, né et a passé sa jeunesse dans la commune.

## Personnalités nées à l’époque moderne
- Bernhard Hertzog (de) (1537-1596), juriste et historien né dans la commune ;
- Charles César Flahaut de La Billarderie (1669-1743), général français, mort dans la commune ;
- Stanislas Leszczynski (1677-1766), roi de Pologne, a vécu en exil à Wissembourg de 1719 à 1725, le lycée de la ville porte son nom ;
- Pierre-Paul Botta (1741-1795), général français né dans la commune ;
- Jean-Gotthard Grimmer (1746-1820), député du Bas-Rhin et maire de Strasbourg, a exercé comme pasteur à Wissembourg avant la Révolution française ;
- Jacob Job Élie (1746-1825), général français né dans la commune ;
- Daniel Marx (1761-1839), général français né dans la commune ;
- Georges-Joseph Keller (1765-1808),député du Bas-Rhin, a passé la majeure partie de sa vie et est mort dans la commune ;
- Frédéric Michel de Lajolais (1765-1808), général français ayant participé à la conspiration du général Pichegru, né dans la commune ;
- Jean Gaspard Boëll (1765-1833), avocat, député du Bas-Rhin et président du tribunal de Wissembourg, est né, décédé et a passé la majeure partie de sa vie la commune ;
- Georges Michel Léopold Labbé de Waudré (1766-1815), général français, né dans la commune ;
- Ludwig Benedict Franz von Bilderbeck (de), aussi connu sous le pseudonyme de François Metz (1766-1856), auteur et poète, né dans la commune ;
- Louis Apffel (1777-1847), avocat et maire de Wissembourg né et mort dans la commune. Vexé de ne pas avoir été réélu, il légua sa considérable fortune à la ville de Strasbourg plutôt que qu’à celle de Wissembourg ;
- Joseph Lejoindre (1798-1858), député du Bas-Rhin et président du tribunal de Wissembourg où il est décédé ;
- Charles Westercamp (1799-1871), député du Bas-Rhin, né à Wissembourg.

## Personnalités nées auXIXesiècle
- Jean Joseph Barthélémy (1801-1863), député de la Vienne né dans la commune ;
- François-Antoine-Edouard Keller (1803-1874), ingénieur hydrographe spécialiste des courants marins, né dans la commune ;
- Friedrich Wilhelm Schultz (1804-1876), botaniste mort dans la commune ;
- Jean Frédéric Wentzel (1807-1869), graveur-imprimeur né et mort dans la commune, dans laquelle il a développé une importante entreprise d’imprimerie ;
- Abel Douay (1809-1870), général français tué au combat à la bataille de Wissembourg ;
- Georges Pull (1810-1889), céramiste, né et a passé sa jeunesse dans la commune ;
- Bruno Adolph Sturm (de) (1815-1885), député au parlement de Francfort, mort dans la commune ;
- Charles Gustave Albert Boell (1820-1872), député du Bas-Rhin, a travaillé comme avoué et est mort dans la commune ;
- Joseph Guerber (1824-1909), écrivain et député protestataire, né à Wissembourg ;
- Philippe Gaspard Gauckler (1826-1905), ingénieur en chef et directeur des Chemins de fer français, auteur de la formule de Gauckler-Manning, né dans la commune ;
- Auguste Dreyfus (1827-1897), homme d’affaires né dans la commune ;
- Jules Erlanger (1830-1895), compositeur né dans la commune ;
- Philippe-Jacques Müller (1832-1889), botaniste, né et a vécu la majeure partie de sa vie dans la commune ;
- Julie Favre (1833-1896), pédagogue et directrice de l’École normale supérieure de jeunes filles, née dans la commune ;
- Ludwig Bossler (1838-1913), botaniste et professeur au gymnasium de Wissembourg, a étudié la toponymie des rues de la ville ;
- Gabriel Godin (1838-1932), officier de marine, grand-officier de la Légion d’Honneur, né dans la commune ;
- Joseph von Stichaner (1839-1889), haut-fonctionnaire en poste à Wissembourg, un monument lui est dédié dans la ville ;
- Karl Marbach (de) (1841-1916), évêque de Paphos et évêque auxiliaire de Strasbourg, né dans la commune ;
- Émile Rochard (1850-1916), poète, dramaturge et directeur de théâtre, né dans la commune ;
- Louis Bonneau (1851-1938), général français né dans la commune ;
- Auguste Spinner (1864-1939), peintre, né dans la commune ;
- Léon Dollinger (1866-1921), conservateur du Musée alsacien de Strasbourg, né dans la commune ;
- André Bloch (1873-1960), compositeur né dans la commune ;
- Émile Tony (1874-1949), industriel né dans la commune ;
- Édouard Schimpf (1877-1916), architecte auteur notamment de la cité-jardin du Stockfeld et de l’Église Saint-Paul de Koenigshoffen, né dans la commune ;
- Julius Emil Kayser-Petersen (de) (1886-1954), médecin spécialiste de la tuberculose, né dans la commune ;
- Heinrich Boell (de) (1890-1947), organiste né dans la commune ;
- Annelies Argelander (de) (1896-1980), psychologue née dans la commune ;
- Oskar Joost (1898–1941), musicien et chef d’orchestre, né dans la commune ;
- Marie Gross (1899-1964), résistante pendant la Seconde Guerre mondiale, a organisé une filière d’évasion de prisonniers dans son magasin de Wissembourg, décédée dans la commune.

## Personnalités nées auXXesiècle
- Paul Collowald (né en 1923), journaliste et haut-fonctionnaire européen, né dans la commune ;
- Hubert Striebig (né en 1939), pilote de course automobile né dans la commune ;
- Jean-Pierre Hubert (1941-2006), écrivain mort dans la commune ;
- Antoine Westermann (né en 1946), chef cuisiner né dans la commune ;
- André Reichardt (né en 1949), sénateur et président du conseil régional d'Alsace, né dans la commune ;
- Arlette Grosskost (née en 1953), députée du Haut-Rhin et conseillère régionale d’Alsace, née dans la commune ;
- Étienne Jung (né en 1964), auteur de bandes-dessinées, né dans la commune ;
- Nicolas Lafitte (né en 1971), champion de France de rugby né dans la commune ;
- Stéphanie Kochert (née en 1975), députée du Bas-Rhin, née dans la commune ;
- Nicolas Bonis (né en 1981), footballeur né dans la commune ;
- Christophe Kern (né en 1981), champion de France cycliste né dans la commune ;
- Jean-François Kornetzky (né en 1982), footballeur français né dans la commune ;
- David Ulm (né en 1984), footballeur français né dans la commune ;
- Cyrielle Guiliano (née en 1987), tireuse sportive née dans la commune ;
- Alix Bénézech (née dans les années 1980), actrice née dans la commune ;
- Chloé Adam (née en 1990), joueuse de volley-ball née dans la commune ;
- Ophélie-Cyrielle Étienne (née en 1990), championne de France de natation, née dans la commune ;
- Foued Mohamed-Aggad (1992-2015), terroriste islamiste auteur de la tuerie du Bataclan, né et a vécu la majeure partie de sa vie dans la commune ;